# زردپره مک‌کی
زردپره مک‌کی (نام علمی: Plectrophenax hyperboreus) نام یک گونه از تیره زردپره‌ایان است.